# A Diane védelmében epizódjainak listája
Ez a cikk a Diane védelmében című sorozat epizódjait listázza.

## Évados áttekintés
| Évad | Évad | Epizódok | Eredeti sugárzás    | Eredeti sugárzás    | Eredeti adó    | Magyar sugárzás      | Magyar sugárzás    | Magyar adó |
| Évad | Évad | Epizódok | Évadpremier         | Évadfinálé          | Eredeti adó    | Évadpremier          | Évadfinálé         | Magyar adó |
| ---- | ---- | -------- | ------------------- | ------------------- | -------------- | -------------------- | ------------------ | ---------- |
|      | 1    | 10       | 2017. február 19.   | 2017. április 16.   | CBS All Access | 2017. szeptember 6.  | 2017. november 8.  | HBO 3      |
|      | 2    | 13       | 2018. március 4.    | 2018. május 27.     | CBS All Access | 2018. április 15.    | 2018. július 8.    | HBO 3      |
|      | 3    | 10       | 2019. március 14.   | 2019. május 16.     | CBS All Access | 2019. május 2.       | 2019. július 4.    | HBO 3      |
|      | 4    | 7        | 2020. április 9.    | 2020. május 28.     | CBS All Access | 2020. augusztus 20.  | 2020. október 1.   | HBO 3      |
|      | 5    | 10       | 2021. június 24.    | 2021. augusztus 26. | Paramount+     | 2021. szeptember 17. | 2021. november 19. | HBO 3      |
|      | 6    | 10       | 2022. szeptember 8. | 2022. november 10.  | Paramount+     | 2023. március 26.    | 2023. május 28.    | HBO 3      |

## 1. évad (2017)
| Sor. | Év. | Cím                               | Rendező          | Író                                               | Premier                                |
| ---- | --- | --------------------------------- | ---------------- | ------------------------------------------------- | -------------------------------------- |
| 1.   | 1.  | Inauguration                      | Brooke Kennedy   | Phil Alden Robinson, Robert King és Michelle King | 2017. február 19. 2017. szeptember 6.  |
| 2.   | 2.  | First Week                        | Allan Arkush     | Ryan Pedersen és Joey Scavuzzo                    | 2017. február 19. 2017. szeptember 13. |
| 3.   | 3.  | The Schtup List                   | Marta Cunningham | Tegan Shohet                                      | 2017. február 26. 2017. szeptember 20. |
| 4.   | 4.  | Henceforth Known as Property      | Alex Zakrzewski  | Joey Hartstone                                    | 2017. március 5. 2017. szeptember 27.  |
| 5.   | 5.  | Stoppable: Requiem for an Airdate | Ron Underwood    | Marcus Dalzine                                    | 2017. március 12. 2017. október 4.     |
| 6.   | 6.  | Social Media and Its Discontents  | Jim McKay        | Robert King és Michelle King                      | 2017. március 19. 2017. október 11.    |
| 7.   | 7.  | Not So Grand Jury                 | So Yong Kim      | William Finkelstein                               | 2017. március 26. 2017. október 18.    |
| 8.   | 8.  | Reddick v Boseman                 | Michael Zinberg  | Keith Josef Adkins                                | 2017. április 2. 2017. október 25.     |
| 9.   | 9.  | Self Condemned                    | Jim McKay        | William Finkelstein                               | 2017. április 9. 2017. november 1.     |
| 10.  | 10. | Chaos                             | Robert King      | Robert King és Michelle King                      | 2017. április 16. 2017. november 8.    |

## 2. évad (2018)
| Sor. | Év. | Cím     | Rendező               | Író                                  | Premier                             |
| ---- | --- | ------- | --------------------- | ------------------------------------ | ----------------------------------- |
| 11.  | 1.  | Day 408 | Brooke Kennedy        | Robert King és Michelle King         | 2018. március 4. 2018. április 15.  |
| 12.  | 2.  | Day 415 | Jim McKay             | William Finkelstein                  | 2018. március 11. 2018. április 22. |
| 13.  | 3.  | Day 422 | James Whitmore Jr.    | Joey Hartstone                       | 2018. március 18. 2018. április 29. |
| 14.  | 4.  | Day 429 | Ron Underwood         | Jonathan Tolins                      | 2018. március 25. 2018. május 6.    |
| 15.  | 5.  | Day 436 | Jim McKay             | Marcus Dalzine                       | 2018. április 1. 2018. május 13.    |
| 16.  | 6.  | Day 443 | Brooke Kennedy        | Jacquelyn Reingold                   | 2018. április 8. 2018. május 20.    |
| 17.  | 7.  | Day 450 | Frederick E.O. Toye   | Tegan Shohet                         | 2018. április 15. 2018. május 27.   |
| 18.  | 8.  | Day 457 | Clark Johnson         | Aurin Squire                         | 2018. április 22. 2018. június 3.   |
| 19.  | 9.  | Day 464 | Michael Zinberg       | Robert King és Michelle King         | 2018. április 29. 2018. június 10.  |
| 20.  | 10. | Day 471 | Kevin Rodney Sullivan | William Finkelstein                  | 2018. május 6. 2018. június 17.     |
| 21.  | 11. | Day 478 | Brooke Kennedy        | Jonathan Tolins                      | 2018. május 13. 2018. június 24.    |
| 22.  | 12. | Day 485 | Ron Underwood         | Jacquelyn Reingold és Marcus Dalzine | 2018. május 20. 2018. július 1.     |
| 23.  | 13. | Day 492 | Robert King           | Robert és Michelle King              | 2018. május 27. 2018. július 8.     |

## 3. évad (2019)
| Sor. | Év. | Cím                                          | Rendező             | Író                                    | Premier                            |
| ---- | --- | -------------------------------------------- | ------------------- | -------------------------------------- | ---------------------------------- |
| 24.  | 1.  | The One About the Recent Troubles            | Robert King         | Robert King és Michelle King           | 2019. március 14. 2019. május 2.   |
| 25.  | 2.  | The One Inspired by Roy Cohn                 | Frederick E.O. Toye | William Finkelstein                    | 2019. március 21. 2019. május 9.   |
| 26.  | 3.  | The One Where Diane Joins the Resistance     | Brooke Kennedy      | Jonathan Tolins                        | 2019. március 28. 2019. május 16.  |
| 27.  | 4.  | The One with Lucca Becoming a Meme           | Nelson McCormick    | Jacquelyn Reingold                     | 2019. április 4. 2019. május 23.   |
| 28.  | 5.  | The One Where a Nazi Gets Punched            | Jim McKay           | Tegan Shohet                           | 2019. április 11. 2019. május 30.  |
| 29.  | 6.  | The One with the Celebrity Divorce           | Tess Malone         | Davita Scarlett                        | 2019. április 18. 2019. június 6.  |
| 30.  | 7.  | The One Where Diane and Liz Topple Democracy | Brooke Kennedy      | Aurin Squire                           | 2019. április 25. 2019. június 13. |
| 31.  | 8.  | The One Where Kurt Saves Diane               | Felix Alcala        | Laura Marks                            | 2019. május 2. 2019. június 20.    |
| 32.  | 9.  | The One Where the Sun Comes Out              | Brooke Kennedy      | Eric Holmes                            | 2019. május 9. 2019. június 27.    |
| 33.  | 10. | The One About the End of the World           | Brooke Kennedy      | William Finkelstein és Jonathan Tolins | 2019. május 16. 2019. július 4.    |

## 4. évad (2020)
| Sor. | Év. | Cím                                           | Rendező               | Író                          | Premier                               |
| ---- | --- | --------------------------------------------- | --------------------- | ---------------------------- | ------------------------------------- |
| 34.  | 1.  | The Gang Deals with Alternate Reality         | Brooke Kennedy        | Robert King és Michelle King | 2020. április 9. 2020. augusztus 20.  |
| 35.  | 2.  | The Gang Tries to Serve a Subpoena            | Kevin Rodney Sullivan | Jonathan Tolins              | 2020. április 16. 2020. augusztus 27. |
| 36.  | 3.  | The Gang Gets a Call from HR                  | Tess Malone           | Davita Scarlett              | 2020. április 30. 2020. szeptember 3. |
| 37.  | 4.  | The Gang Is Satirized and Doesn't Like It     | Nelson McCormick      | William Finkelstein          | 2020. május 7. 2020. szeptember 10.   |
| 38.  | 5.  | The Gang Goes to War                          | James Whitmore Jr.    | Tegan Shohet                 | 2020. május 14. 2020. szeptember 17.  |
| 39.  | 6.  | The Gang Offends Everyone                     | Brooke Kennedy        | Jacquelyn Reingold           | 2020. május 21. 2020. szeptember 24.  |
| 40.  | 7.  | The Gang Discovers Who Killed Jeffrey Epstein | Fred Murphy           | Laura Marks                  | 2020. május 28. 2020. október 1.      |

## 5. évad (2021)
| Sor. | Év. | Cím                                 | Rendező            | Író                          | Premier                                |
| ---- | --- | ----------------------------------- | ------------------ | ---------------------------- | -------------------------------------- |
| 41.  | 1.  | Previously On...                    | Brooke Kennedy     | Robert King és Michelle King | 2021. június 24. 2021. szeptember 17.  |
| 42.  | 2.  | Once There Was a Court...           | Michael Trim       | Jonathan Tolins              | 2021. július 1. 2021. szeptember 24.   |
| 43.  | 3.  | And the Court Had a Clerk...        | Tyne Rafaeli       | William Finkelstein          | 2021. július 8. 2021. október 1.       |
| 44.  | 4.  | And the Clerk Had a Firm...         | James Whitmore Jr. | Jacquelyn Reingold           | 2021. július 15. 2021. október 8.      |
| 45.  | 5.  | And the Firm Had Two Partners...    | Nikki M. James     | Davita Scarlett              | 2021. július 22. 2021. október 15.     |
| 46.  | 6.  | And the Two Partners Had a Fight... | Brooke Kennedy     | Aurin Squire                 | 2021. július 29. 2021. október 22.     |
| 47.  | 7.  | And the Fight Had a Détente...      | Carrie Preston     | Tegan Shohet                 | 2021. augusztus 5. 2021. október 29.   |
| 48.  | 8.  | And the Détente Had an End...       | Michael Zinberg    | Laura Marks                  | 2021. augusztus 12. 2021. november 5.  |
| 49.  | 9.  | And the End Was Violent...          | Brooke Kennedy     | Eric Holmes                  | 2021. augusztus 19. 2021. november 12. |
| 50.  | 10. | And the Violence Spread.            | Robert King        | Robert King és Michelle King | 2021. augusztus 26. 2021. november 19. |

## 6. évad (2022)
| Sor. | Év. | Cím                      | Rendező            | Író                                    | Premier                                |
| ---- | --- | ------------------------ | ------------------ | -------------------------------------- | -------------------------------------- |
| 51.  | 1.  | The Beginning of the End | Nelson McCormick   | Robert King és Michelle King           | 2022. szeptember 8. 2023. március 26.  |
| 52.  | 2.  | The End of the Yips      | Tyne Rafaeli       | Jonathan Tolins                        | 2022. szeptember 15. 2023. április 2.  |
| 53.  | 3.  | The End of Football      | Nelson McCormick   | Aurin Squire                           | 2022. szeptember 22. 2023. április 9.  |
| 54.  | 4.  | The End of Eli Gold      | James Whitmore Jr. | Davita Scarlett                        | 2022. szeptember 29. 2023. április 16. |
| 55.  | 5.  | The End of Ginni         | Lily Mariye        | Jacquelyn Reingold                     | 2022. október 6. 2023. április 23.     |
| 56.  | 6.  | The End of a Saturday    | Michael Zinberg    | Tegan Shohet                           | 2022. október 13. 2023. április 30.    |
| 57.  | 7.  | The End of STR Laurie    | Nikki M. James     | Daniel "Koa" Beaty                     | 2022. október 20. 2023. május 7.       |
| 58.  | 8.  | The End of Playing Games | Robert King        | Jonathan Tolins és Anju Andre-Bergmann | 2022. október 27. 2023. május 14.      |
| 59.  | 9.  | The End of Democracy     | Carrie Preston     | Eric Holmes                            | 2022. november 3. 2023. május 21.      |
| 60.  | 10. | The End of Everything    | Robert King        | Robert King és Michelle King           | 2022. november 10. 2023. május 28.     |